# Tusa

Ubicació de Tusa dins de la província

Tusa (sicilià Tusa) és un municipi italià, dins de la ciutat metropolitana de Messina. L'any 2009 tenia 3.138 habitants. Limita amb els municipis de Motta d'Affermo, Pettineo i San Mauro Castelverde (PA). Al seu territori hi havia la ciutat d'Halesa.

## Administració
| Període | Identitat      | Partit        |
| ------- | -------------- | ------------- |
| 2008-   | Angelo Tudisca | Llista cívica |